# 本因坊道策

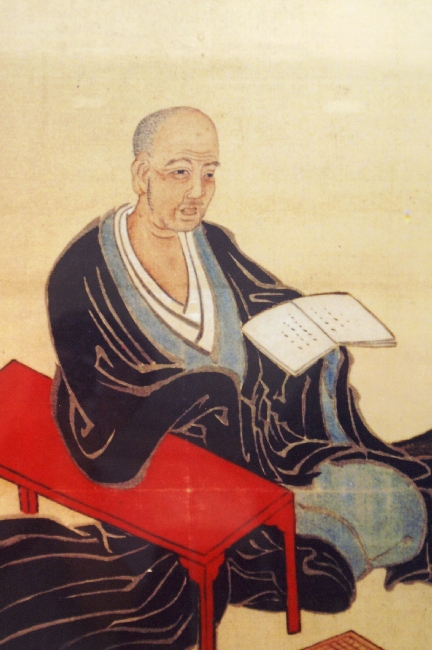

本因坊 道策（ほんいんぼう どうさく、正保2年（1645年） - 元禄15年3月26日（1702年4月22日））は江戸時代の囲碁棋士。四世本因坊、名人碁所。本因坊算悦、本因坊道悦門下、生国は石見国、本姓は山崎、幼名は三次郎。法名は日忠。道策は圧倒的強さを誇り、当時の一流棋士達をことごとく先以下に打ち込み、実力十三段と称揚された。
道策は手割の考え方など多くの革新的な手法を生み出した。また、従来の力戦ではなく、全局の調和を重視した合理的な打ち方を用いたことなどから、近代囲碁の祖と呼ばれる。丈和・秀策の後聖に対して、前聖と称される。史上最強の棋士として、道策の名を挙げる人も多い。
名人を九段、名人上手間を八段（準名人）、上手を七段とし、以下二段差を1子とする段位制を確立した。この段位制は1924年に日本棋院が設立されるまで使われていた。

## 生涯

### 生い立ち
道策の出た山崎家は、毛利元就配下の松浦但馬守を祖とし、後に石見国大田村の山崎（現・島根県大田市大田町山崎）に居したことから山崎公と呼ばれるようになり山崎姓とした。その長子善右衛門は石見国大久保氏に仕える。道策は善右衛門の子である父山崎七右衛門、母ハマの二男として、石見国馬路（現・島根県大田市仁摩町馬路）に生まれる。7歳の頃から母に囲碁を習い、14歳で江戸へ下り算悦門に入る。
1667年(寛文7年)に御城碁初出仕し、同じく初出仕で1歳年長の安井知哲に白番5目勝。1668年からの安井算知と道悦の二十番争碁においては、師道悦への意見を述べることもあり、また道悦とは互先で11局の対局が残っており、道策は先番で5勝、白番で2勝3敗1ジゴとしている。
父・山崎七右衛門と母・ハマとの間には三男三女がいたが、三男で道策の実弟にあたる道砂は同じく算悦門下の囲碁棋士であり、後に井上家を継いで3世井上因碩となった。母は細川綱利の乳母も勤め、その縁で道策の兄七右衛門の子五郎太夫は細川家に仕え、従弟の半十郎は道悦が退隠して京都に在した際にその付添人となった。また山崎家からは、後には10世井上因砂因碩が出た。

### 碁所就位
算知と道悦の二十番碁が1675年(延宝3年)に終了すると、算知は碁所を返上、2年後の1677年に道悦も退隠するとともに道策を碁所に推挙する。この時道策は2世安井算哲、井上道砂因碩に向先、安井知哲、安井春知に向先二、林門入に向二子の手合であったことから寺社奉行より碁所を命ぜられた。碁所の地位は江戸期を通じて四家元の争いの舞台となってきたが、隔絶した実力を誇った道策には他家からの異議は全くなかったという。翌年5月に碁所の証書を下附され、これが最初の碁所の証書となっている。
その後も御城碁を1696年(元禄9年)まで務め、相手が片寄っているとはいえ14勝2敗で、2敗はいずれも二子局で1目負けという圧倒的な成績を残した。特に1683年(天和3年)の安井春知との二子局1目負の碁は、自ら一生の傑作と述べて名高い。
ただし、将棋の大橋家に残っていた「大橋家文書」によると、1698年（元禄11年）の御城碁について、碁所として対局の組み合わせを作ったが自身の対局予定がなかった道策に向かって、安井知哲が自分と道策との対局を望んだが、道策が断ったことが記されている。道策が対局をことわった理由については、「碁所であること」「盤上の争いを避ける」の二つをあげたとされ、晩年とはいえ「史上最強の棋士」のイメージが崩れる言動である。増川宏一は「道策が対局を避けたのは、負けた場合に権威にかかわるからであろう」と記している
、
1688年(元禄元年)には京都寂光寺にて本因坊算砂追善碁会を開く。
墓所は京都妙泉山寂光寺、東京の本妙寺、生家の山崎家の3箇所にある。生家には三次郎時代に愛用した盤石も残されている。
歌聖人麻呂、画聖雪舟と並び、石見三聖の1人ともされる。

### 琉球碁士の来訪
薩摩藩支配下にあった琉球から1682年(天和2年)に幕府への使節団が送られ、この中に琉球第一の名手とされる親雲上濱比賀（べいちんはまひか）が含まれていた。濱比賀は道策の名声を聞き及び、島津光久を通じて手合を申し込んだ。道策はこれを受けて島津藩邸にて対戦する。かつて本因坊算砂が朝鮮人李約史を三子で破った例があったが、道策は四子の手合割を指定、道策はこの碁に14目勝ちを収める。濱比賀はもう一局を求め、今度は濱比賀2目勝となった。その後濱比賀は免状の発行を望み、道策は「上手（七段）に二子」すなわち三段の力を認める免状を与えた。島津公よりこれへの謝礼として、白銀70枚、巻物20巻、泡盛2壷を、濱比賀からは白銀10枚を贈られたという。

### 御城碁成績
- 1667年 白番5目勝 安井知哲
- 1668年 先番10目勝 安井算哲
- 1669年 先番13目勝 安井算哲
- 1670年 白番9目勝 安井算哲
- 1671年 不明 安井算哲
- 1672年 白番10目勝 安井算哲
- 1673年 先番12目勝 安井算哲
- 1674年 白番6目勝 安井算哲
- 1675年 白番16目勝 安井算哲
- 1676年 白番10目勝 安井算哲
- 1677年 白番5目勝 安井算哲
- 1679年 白番3目勝 安井算哲
- 1681年 白番19目勝 安井知哲
- 1682年 白番15目勝 安井算哲
- 1683年 向二子1目負 安井春知
- 1696年 向二子1目負 安井仙角

棋譜は全部で153局が残されており、うち安井知哲との対戦が48局で最も多い。残された棋譜に、黒番での負けは一局もない。
生涯の一局
1683年（天和3年）御城碁 本因坊道策 - 安井春知(二子)
黒38手目に黒1と押したところ、白は当然と思える3でなく、上辺白2へ向かった。黒3と打たせても上辺2、6と侵入する方が大きいと見たところに柔軟性がある。その後黒も黒A、白B、黒Cと攻め立てるが、白は手順を尽くしてサバキに成功した。

## 後継者
道策には五虎と呼ばれる小川道的、佐山策元、桑原道節、熊谷本碩、星合八碩などの、優秀な弟子がいた（これに、外家で初の上手を許された吉和道玄を加えて「六天王」ということもある）。道策はまず道的を跡目に指名したが、これに桑原道節が反発、自分と勝負の上で跡目を決定してもらいたいと申し出た。しかし道策はこれを拒み、実弟の三世井上因碩（道砂）を説得して引退させ、道節を井上家四世に据えて納得させた。しかしこれほどの期待をかけた道的はわずか21歳で夭逝し、代わりに再跡目とした佐山策元もまた25歳で世を去った。そして策元の死後は跡目を立てなかった。これは2人の死のショックからというよりは、道知の成長に期待をかけたためといわれている。道知は道節の後見を得つつ成長し、無事本因坊家五世を継いで後に名人碁所になった。なお道知は道策の実子という説もある。

## 後世の評価
道策は後世「棋聖」と呼ばれ、史上最強の棋士に名を挙げるものが多い。
- 桑原道節（後の名人因碩）は「自分が師（道策）に先の手合で打てば百戦百勝である。だがもし碁盤を四面つなぎ、38路の盤で打ったらどうなるだろうか。自分はどこに打ってよいか見当もつかず難渋するであろうが、師はさらさらと打ち進め、自分などはたちまち三子ほどに打ち込まれてしまうに違いない」と述べている。
- 道策と並び「棋聖」と称される本因坊丈和（江戸後期の名人）は、人に「道策先生と十番碁を打ったらどうなりますか」と問われ、「この百数十年の間に定石や布石の考え方が進歩したので、最初の十番は打ち分け（5勝5敗）程度には持ち込めるだろう。しかしその十番でこちらの手の内は全て読まれてしまうから、もしもう十番打ったら今度は一勝もできないに違いない」と答えたという。

- 2004年、近代囲碁の祖としての功績により、第1回囲碁殿堂に選出され顕彰された。

## その他
- 道策は多くの新しい布石の考え方を導入したが、現在世界中で流行しているミニ中国流の打ち方もすでに試用している（対安井仙角二子局など）。このためミニ中国流を「道策流」と呼ぶこともある。
- 小林光一は道策に私淑しており、息子が生まれたら「道策」と名付けるか真剣に考えたことがあるという。また棋譜はほぼ暗譜している。
- 井上家十世の井上因砂因碩は、道策の実家である山崎家の出身である。